# سوپ بیکن
سوپ بیکن (به انگلیسی: Bacon soup) سوپی است که با بیکن درست می‌شود. به‌طور کلی تعدادی سبزیجات و اغلب یک عامل غلیظ کننده مانند جو مروارید، عدس یا نشاسته ذرت اضافه می‌شود. می‌توان آن را به سوپ مینسترون ایتالیایی اضافه کرد تا طعم آن بهتر شود.
تنوع زیادی از این سوپ وجود دارد که ممکن است شامل مواد اولیه مانند کلم، لوبیا، سیب زمینی، عدس، اسفناج، نخود فرنگی، گل کلم، کلم بروکلی، تره فرنگی، کدو تنبل و برنج باشد.
بیکن یک افزودنی رایج به بسیاری از سوپ‌ها از جمله سوپ‌های خامه ای است، به ویژه آنهایی که طعم ملایمی دارند که بر بیکن غلبه نمی‌کند.